# Jonathan Egstad
Jonathan D. Egstad (* 21. Oktober 1965 in Minneapolis, Minnesota) ist ein US-amerikanischer Spezialeffektkünstler.

## Leben
Egstad studierte an der Fitchburg State University. Er war zwischen 1994 und 2005 für Digital Domain an zahlreichen Hollywoodproduktionen beteiligt, darunter das mit zwei Oscars ausgezeichnete Drama Apollo 13 sowie das mit elf Oscars ausgezeichnete Drama Titanic. Später arbeitete er an zwei Disney-Produktionen, Disneys Eine Weihnachtsgeschichte und Milo und Mars. 2002 wurde er gemeinsam mit Bill Spitzak, Paul Van Camp und Price Pethel mit dem Oscar für technische Verdienste für die Pionierarbeit an der NUKE-2D Compositing Software ausgezeichnet.
2018 wurde er in die Academy of Motion Picture Arts and Sciences berufen, die jährlich die Oscars vergibt.

## Filmografie (Auswahl)
- 1994: True Lies – Wahre Lügen (True Lies)
- 1995: Apollo 13
- 1996: DNA – Die Insel des Dr. Moreau (The Island of Dr. Moreau)
- 1996: T2 3-D: Battle Across Time
- 1997: Das fünfte Element (Le Cinquième Élément)
- 1997: Titanic
- 1998: Hinter dem Horizont (What Dreams May Come)
- 2000: Supernova
- 2000: X-Men
- 2002: Star Trek: Nemesis
- 2002: The Time Machine
- 2003: Looney Tunes: Back in Action
- 2004: I, Robot
- 2005: Æon Flux
- 2009: Disneys Eine Weihnachtsgeschichte (A Christmas Carol)
- 2011: Milo und Mars (Mars needs Moms)

## Auszeichnungen
- 2002: Oscar für technische Verdienste für die Pionierarbeit an der NUKE-2D Compositing Software